# Phallus indusiatus
Phallus indusiatus – gatunek grzybów z rodziny sromotnikowatych (Phallaceae). W Chinach określany jest jako zhu sheng (竹笙, pinyin: zhúshēng) lub zhu sun (竹荪; pinyin: zhúsūn).

## Występowanie
Gatunek spotykany jest w Meksyku, Ameryce Południowej, Malezji, południowych Chinach i Japonii. Jest saprotroficzny. W Chinach spotykany jest w zagajnikach bambusowych.